# Yambe (langue)
Le yambe est une langue bantoue de la forêt tropicale gabonaise, proche de la langue apparentée, le shiwe aussi appelé « Fang Makina ». C'est une des langues du Gabon.